# Isabel Luísa av Portugal
Isabel Luísa av Portugal, född 1669, död 1690, var en portugisisk prinsessa. Hon var tronarvinge 1668-1689 fram till sin yngre brors födsel. På grund av sin ställning som tronföljare var hon föremål för många politiska äktenskapsförhandlingar.